# Налимск
Налимск (якут. Налимскай) — село в Среднеколымском улусе Республики Саха (Якутия) России. Административный центр и единственный населённый пункт Байдинского наслега.

## География
Село находится в северо-восточной части Якутии, в пределах Колымской низменности, к северу от реки Колыма, на расстоянии примерно 11 км (по прямой) к северо-северо-западу (NNW) от города Среднеколымск, административного центра улуса. Абсолютная высота — 18 м над уровнем моря.
Климат
Климат характеризуется как резко континентальный. Средняя температура воздуха самого тёплого месяца (июля) составляет 12 °C; самого холодного (января) — −38 °C. Среднегодовое количество атмосферных осадков составляет 150—200 мм.
Часовой пояс
Село Налимск находится в часовой зоне МСК+8. Смещение применяемого времени относительно UTC составляет +11:00.

## История
Согласно Закону Республики Саха (Якутия) от 30 ноября 2004 года N 173-З N 353-III село возглавило образованное муниципальное образование Байдинский наслег.

## Население
| 2002 | 2010 | 2012 | 2013 | 2014 | 2015 | 2016 |
| ---- | ---- | ---- | ---- | ---- | ---- | ---- |
| 498  | ↗502 | ↘491 | ↘457 | ↘444 | ↘425 | ↗453 |
| 2017 | 2018 | 2019 | 2020 | 2021 |      |      |
| ↘441 | ↘418 | ↗437 | ↘423 | ↘418 |      |      |

Половой состав
По данным Всероссийской переписи населения 2010 года, в гендерной структуре населения мужчины составляли 47,6 %, женщины — соответственно 52,4 %.
Национальный состав
Согласно результатам переписи 2002 года, в национальной структуре населения якуты составляли 98 % из 498 чел.

## Улицы
Уличная сеть села состоит из двух улиц (Г. Слепцова и Лесная).

## Транспорт
Транспортное сообщение осуществляется по автозимнику Среднеколымск — Налимск — Сватай — Эбях, а также воздушным транспортом.